# Japansk konst under Asuka- och Naraperioderna
Där ett kinesiskt och koreanskt inflytande gjorde sig påmint under yayoiperioden kan konsten från den efterföljande asukaperioden (552-710), som fått sitt namn eftersom den japanska huvudstaden flyttades till Asukadalen, vara svår att skilja från den samtida kontinentala konsten. Det är omdiskuterat vilka årtal som bör tjäna som gränser under perioden mellan 552, då buddhismen officiellt introducerades i Japan, och 784, då huvudstaden flyttades från Nara. En vanlig uppdelning är Suikoperioden (552-645), Hakuhoperioden (645-710) och Tenpyoperioden eller Naraperioden (710-784).
Shinto, den inhemska och urgamla japanska religionen, byggde på dyrkan och vördnaden av många mindre gudomligheter, kami och för denna utövning hade man vid denna tid nöjt sig med att betrakta vissa platser som heliga och där möjligen uppföra mindre helgedomar. Då buddhismen introducerades i Japan kom man i kontakt med den kinesiska tempeltraditionen som man inledningsvis överförde till shintokulten. De första shintotemplen, med Amaterasus helgedom i Ise som det mest kända exemplet, än idag shintos viktigaste helgedom, utgick från de japanska bostadshusen. Till skillnad från de kinesiska templen integrerade man omsorgsfullt den centrala helgedomen, honden, med sina omgivande byggnader för reningsritualer i den kringliggande naturen. Detta återspeglar shintos lära om skönheten i harmonin mellan gudarna i naturen och människans rena själ.
Buddhismens ankomst innebar att kontakterna med Korea och Kina ökade och med dessa kontakter kom ett system för att konvertera idéer och ljud till skrift, historiekrönikor, statsteori och effektiv byråkrati och, av stor betydelse för konsten, ny byggteknik, mer avancerad bronsgjutning och nya medier och genrer inom måleriet. Viktigast under 600- och 700-talen var dock buddhismen slog rot i det japanska samhället. 
Det första buddhistiska templet, Shitennoji i Nara, uppfördes först i slutet av 500-talet och var en direkt efterapning av de koreanska förebilderna med en central pagod omgiven av tre lägre byggnader, kondo, omslutna av en övertäckt gång. Likaså utgick de första skulpturerna av buddhan från kinesiska och koreanska förlagor. 
Det äldsta kvarvarande buddhisttemplet i Japan är Horyu-ji sydväst om Nara, vars äldsta delar härstammar från början av 600-talet. Detta kronprins Shotokus privata tempel bestod av 41 separata byggnader, av vilka de viktigaste är "Gyllene salen", en tvåvåningsbyggnad med keramiska tegelpannor på taket, irimoya, och Goju-no-to, den fem våningar höga pagod som står i mitten av huvudgården omgiven av täckta pelargångar. De viktigaste skulpturerna från denna period finns på en rektangulär plattform i den centrala helgedomen: I mitten står Shakatreenigheten, den historiske Buddha flankerad av två bodhisattvor, en bronsskulptur av skulptören Tori Busshi från början av 600-talet dedicerad till prins Shotoku. I plattformens fyra hörn står träskulpturer föreställande fyra skyddsgudar från omkring 650. I tempelkomplexet finns också Tamamushihelgedomen, en trämodell av en kondo på en hög bas med figurativa målningar utförda i lack blandat med mineralpigment. 
Vid Horyujitemplets ingång står två Nio, de två gudakungar (Kongo Rishiki) som beskyddade templet. Misshaku, med öppen mun, uttalar "Ah", det första ledet i den heliga stavelsen Aum och början på universum, Naraen uttalar "Um", stavelsens andra led och slutet på universum. 
Under 700-talet blev todaijitemplet i Nara centrum i ett provinsiellt tempelsystem. Todaiji var perioden mest ambiösa byggprojekt och kan betraktas som ett monument över den statssubventionerade spridningen av buddhismen i Japan. I dess huvudbyggnad, daibutsuden, förmodligen än idag världens största träbyggnad, sitter Nara daibutsu, en 16 meter hög Buddhastaty i brons. Statyn färdigställdes 752 men endast några mindre fragment återstår från detta original. Dagens byggnad och staty är rekonstruktioner från Edoperioden.

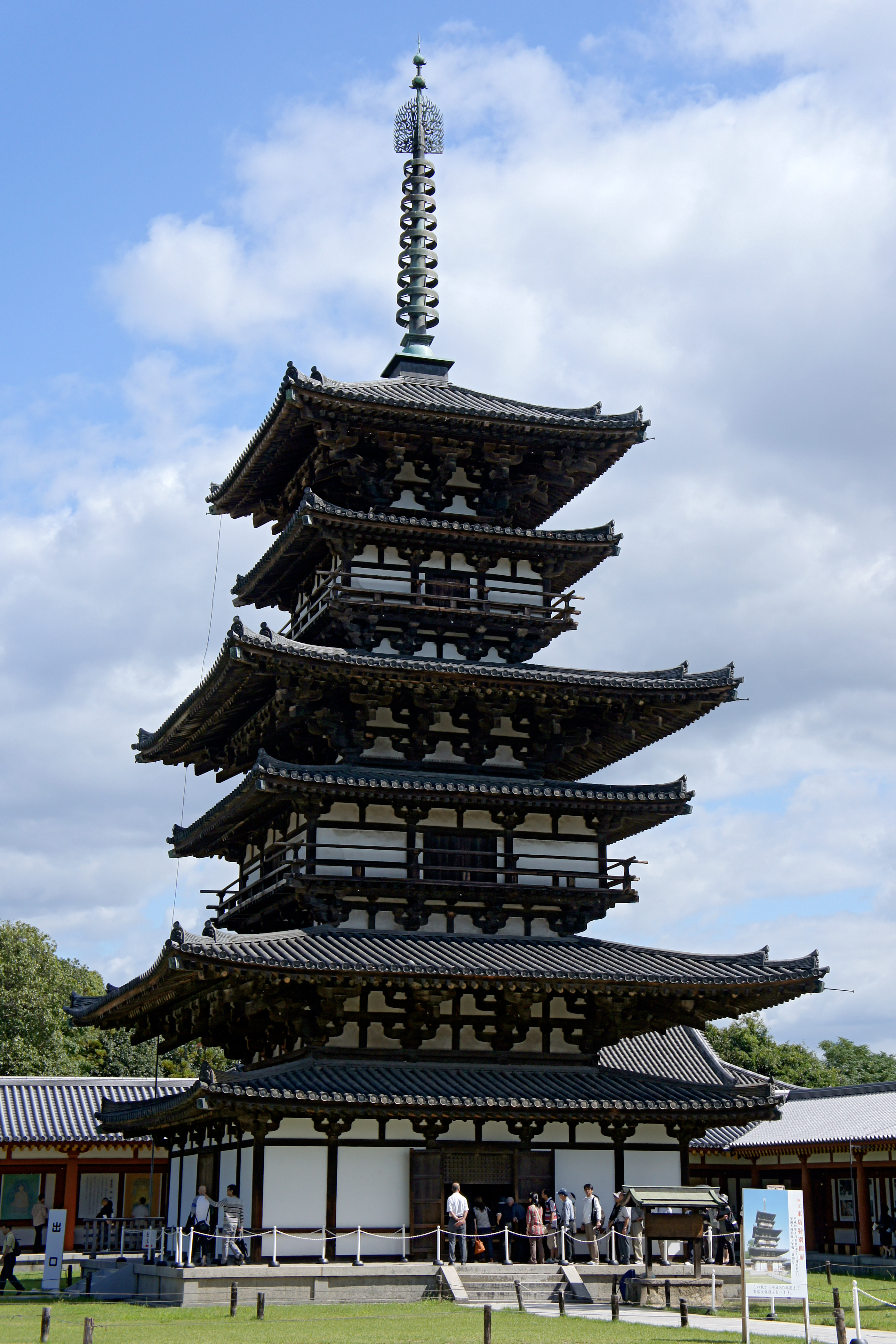
Den fem våningar höga pagoden i Yakushiji, Nara
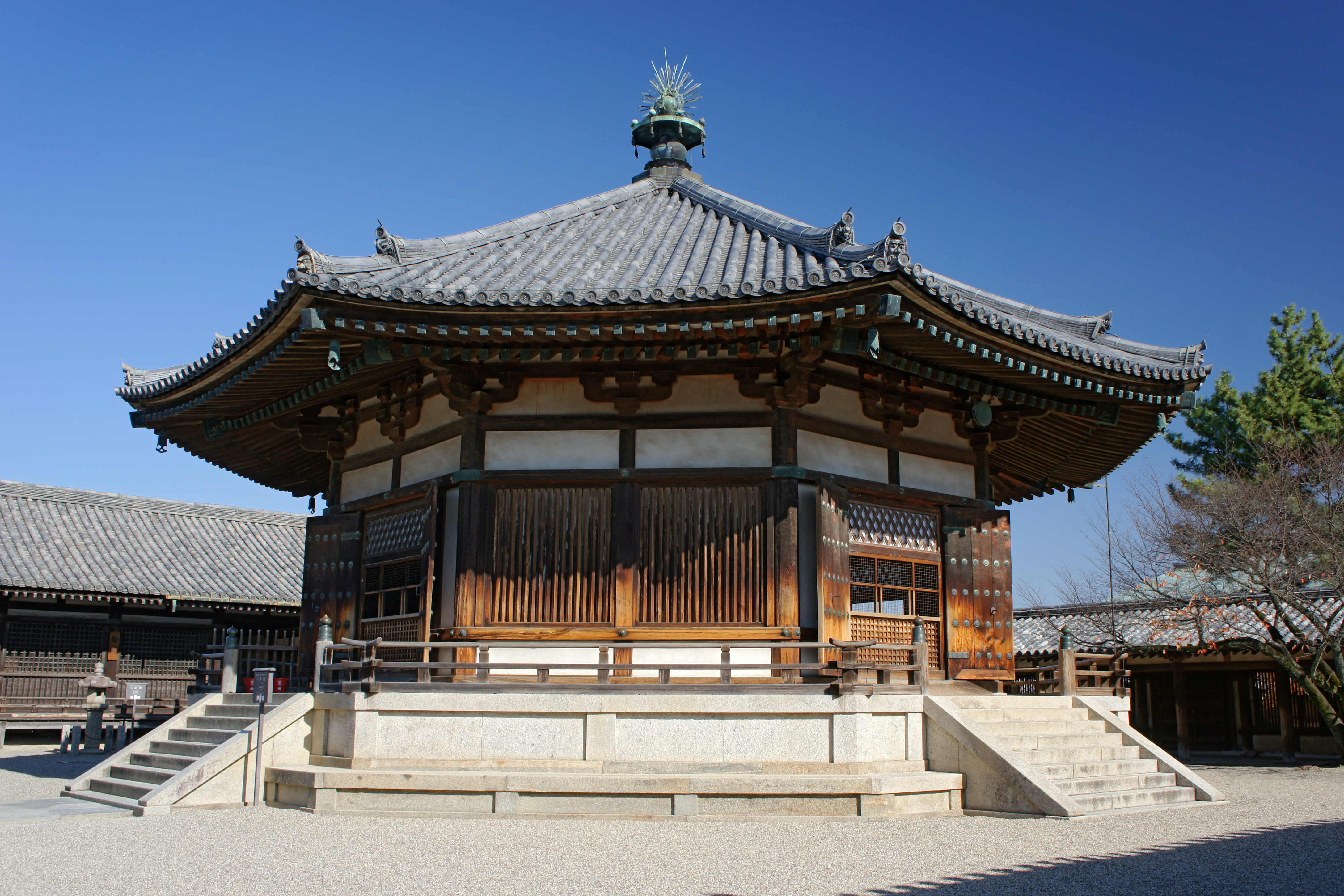
Ymedono, prins Shotokus oktogonala hall i Horyujitemplet, 600-talet
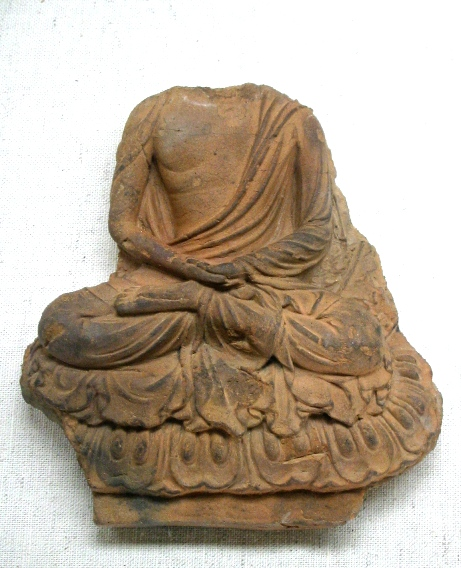
Sittande Buddha, Nara Asukaperioden, 600-talet
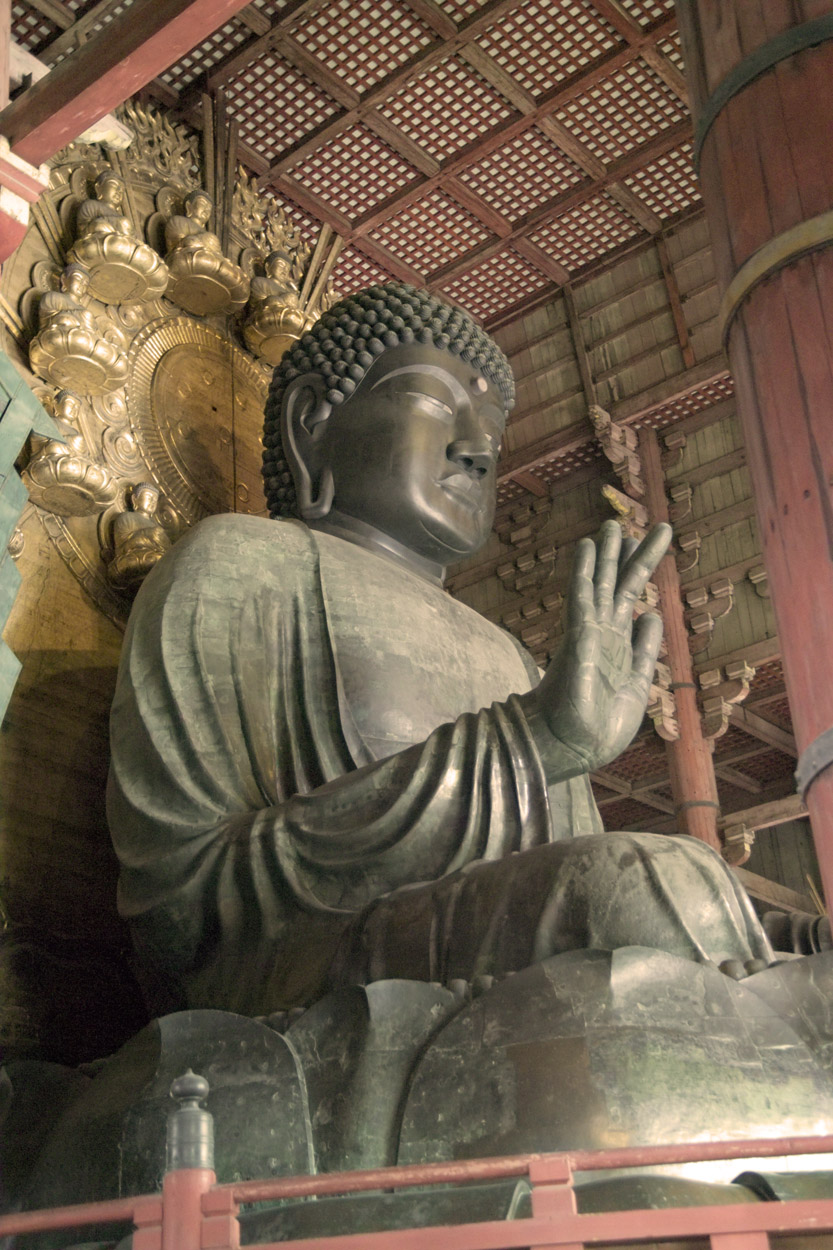
Nara daibutsu i Todajitemplet, ursprungligen uppförd 752
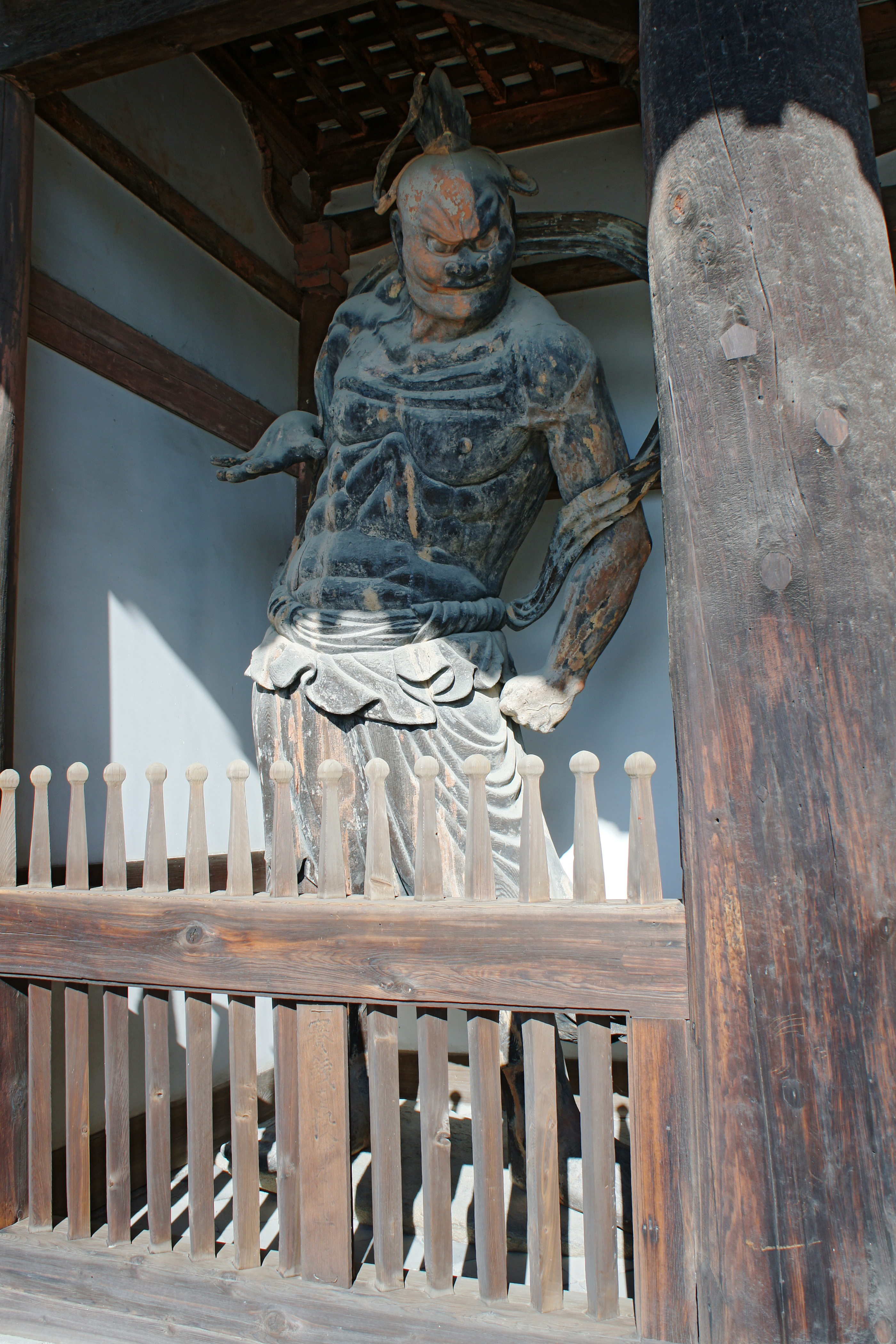
Naraen Kongo
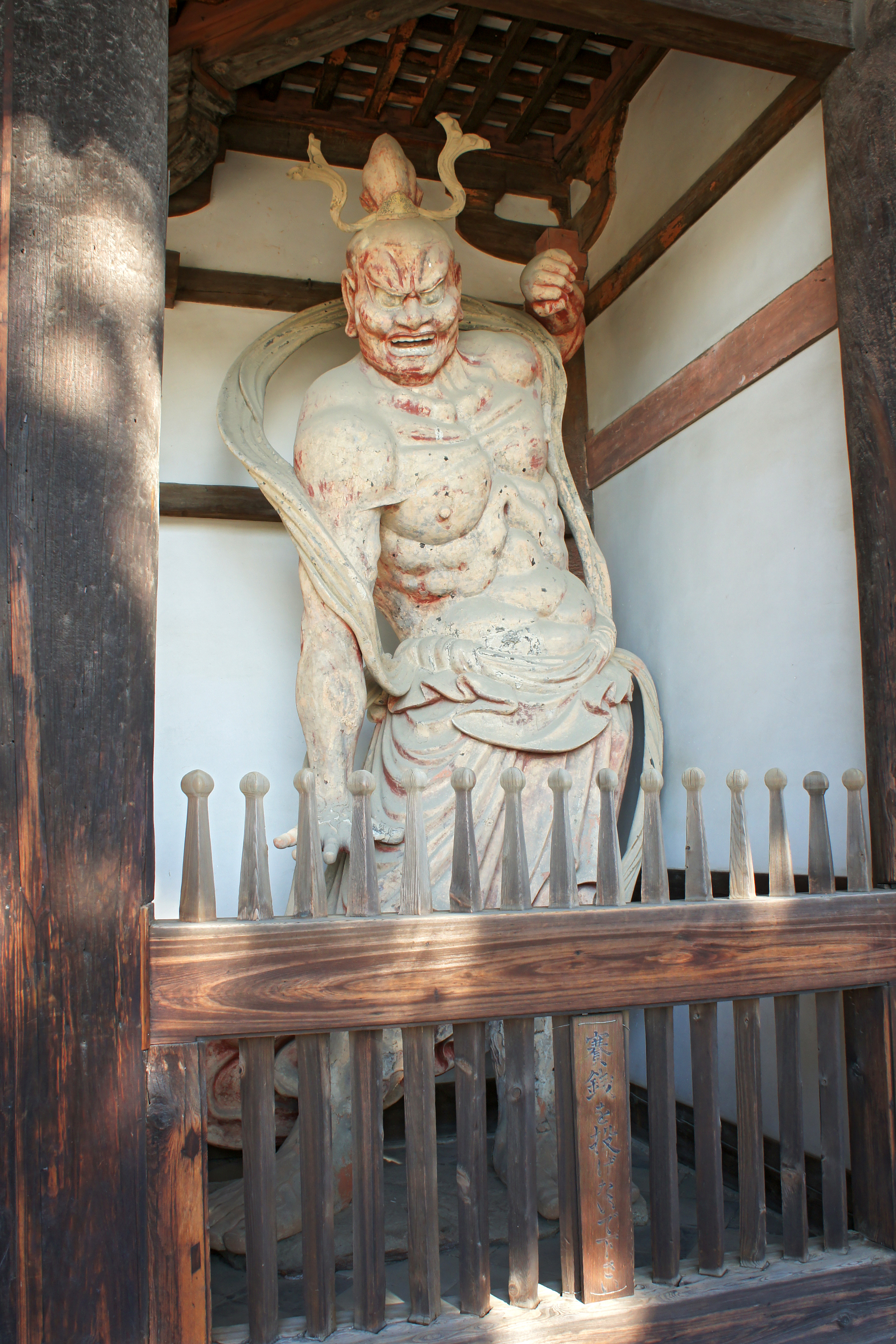
Misshaku Kongo